# Joel Zayas
Joel Fernando Zayas Cabrera (ur. 17 września 1977 w Asunción) – paragwajski piłkarz występujący na pozycji bramkarza. Od 2010 roku zawodnik Colegio Nacional, grającego w Primera División del Perú.

## Kariera klubowa
Zayas rozpoczynał swoją karierę w Tacuary. Stąd w 2003 roku przeszedł do Sport Colombia, a potem zaliczył krótki epizod w Sportivo Luqueño. Od stycznia 2006 do lipca 2007 reprezentował barwy boliwijskiego Club Bolívar. Po udanych występach powrócił do ojczyzny i podpisał kontrakt ze stołcznym Guaraní. W latach 2009–2010 również grał w Boliwii, tym razem w Club Jorge Wilstermann, a w 2010 roku wyjechał do Peru, gdzie zasilił Colegio Nacional.

## Kariera reprezentacyjna
Po świetnych występach w Bolívarze Zayas został powołany przez Gerardo Martino na Copa América 2007. Tam był jedynie trzecim golkiperem, zaraz po Justo Villarze i Aldo Bobadilli. W ćwierćfinale tego turnieju, w meczu przeciwko Meksykowi, wobec kontuzji Villara od pierwszej minuty w bramce stanął Bobadilla. Ten z kolei już w 2 minucie spotkania musiał zejść z powodu czerwonej kartki, a na boisko wszedł właśnie Zayas, który tym samym zaliczył swój debiut w kadrze narodowej. Występ ten nie był dla niego udany, gdyż przepuścił 6 bramek i Paragwaj musiał się pożegnać z awansem do półfinałów.